# 29 (tal)
29 (tjugonio (fil)) är det naturliga talet som följer 28 och som följs av 30.

## Inom matematiken
- 29 är ett udda tal.
- 29 är det 10:e primtalet, det som kommer efter 23 och före 31
- 29 är det åttonde Lucastalet
- 29 är ett Perrintal
- 29 är en primtalstvilling med 31
- 29 är ett extraordinärt tal
- 29 är ett kvadratfritt tal
- 29 är ett tetranaccital
- 29 är ett palindromtal i det kvarternära talsystemet.

## Inom vetenskapen
- Koppar, atomnummer 29
- 29 Amphitrite, en asteroid
- Messier 29, öppen stjärnhop i Svanen, Messiers katalog